# Place de la Concorde (film, 1896)
Pour les articles homonymes, voir Place de la Concorde (homonymie).
 (juillet 2025).
Pour plus de détails, voir Fiche technique et Distribution.
Place de la Concorde est un film de Georges Méliès, sorti en 1896. Actuellement, le film est considéré comme perdu.